# Merlevenez
Merlevenez är en kommun i departementet Morbihan i regionen Bretagne i nordvästra Frankrike. Kommunen ligger i kantonen Port-Louis som tillhör arrondissementet Lorient. År 2022 hade Merlevenez 3 191 invånare.

## Befolkningsutveckling
Antalet invånare i kommunen Merlevenez
| Referens: INSEE |